# Fabio Van den Bossche
Fabio Van den Bossche (født 21. september 2000 i Gent) er en cykelrytter fra Belgien, der er på kontrakt hos Alpecin-Deceuninck.
Ved OL 2024 tog han bronze i omnium.